# Pitarque
Pitarque is een gemeente in de Spaanse provincie Teruel in de regio Aragón met een oppervlakte van 54,35 km². Pitarque telt 91 inwoners (1 januari 2016).

## Demografische ontwikkeling
Bron: INE, 1857-2011: volkstellingen